# 伦贝岛
伦贝岛又译蓝碧岛（印尼语：Pulau Lembeh）是印度尼西亚苏拉威西岛东北海岸的一座小岛，行政上由北苏拉威西省比通市负责管辖。伦贝岛西隔伦贝海峡与米纳哈萨半岛相望，主要居民区位于其西部北侧海岸，与比通主城区有驳船往来。

## 资料来源
1. ↑  . www.indonesia.travel. 印度尼西亚共和国旅游部.   [2017-09-17]. （原始内容存档于2017-09-18）.
2. ↑  .   [2014-08-25]. （原始内容存档于2013-02-15）.